# Uszwica (Poręba Spytkowska)
Uszwica – część wsi Poręba Spytkowska w Polsce, położona w województwie małopolskim, w powiecie brzeskim, w gminie Brzesko.
Leży na południe od Poręby Spytowskiej, nad Uszwicą, w widłach ulic Granicznej i Bursztynowej.
Dawniej samodzielna wieś i gmina jednostkowa. W latach 1975–1998 należała administracyjnie do województwa tarnowskiego. 